# Inter Primo
Inter Primo A/S är ett danskt multinationellt företag inom extrudering av plast med huvudkontor i centrala Köpenhamn, Danmark, med 14 produktionsanläggningar i åtta länder och ett kontor i Norge. Inter Primo ägs av Primo Holding A/S.
Inter Primo tillverkar plastprofiler till ett antal olika branscher, inklusive medicin, offshore, bygg, transport och belysning.
Inter Primo har 894 anställda i Europa och Kina och marknadsför sina produkter globalt. Företaget är resultatet av mer än 20 fusioner och förvärv sedan Inter Primo grundades 1959 i Tistrup, Danmark.
Företaget ägs av Primo Holding A/S som ägs av tre andra holdingbolag, D. Grunnet Holding A/S, F. Grunnet Holding A/S och M. Grunnet Holding A/S. Dessa ägs av styrelsens ordförande Fleming Grunnet och hans två döttrar Mette och Dorthe.

## Historia

### 1959
Primo grundades i Tistrup Danmark av entreprenören Chresten Jensen. Företagets plastprofiler såldes till järnaffärer och timmerhandlare.

### 1977
Chresten Jensen säljer sin andel av företaget till Fleming Grunnet. Primo tar över de båda företagen Ureflex och Krone Plast, båda lokaliserade i Danmark.

### 1984
Primo övertar svenska Kontraplast AB – Primos första investering utomlands – och etablerar Primo Sverige AB. Under de följande åren köper Primo den svenska plasttillverkaren Sondex och det finska OY WH Profil AB – ett dotterbolag till KWH Group – och etablerar därmed OY Primo Finland AB med Roger Häggblom som VD.

### 1986
Inter Primo grundas. Primo UK etableras året därpå i Manchester, England.

### 1990
Primo köper två tyska profiltillverkare och etablerar Primo Profile GmbH i Tyskland.

### 1995
OY Primo Finland förvärvar ett konkurrerande företag och blir Finlands dominerande profiltillverkare de närmsta åren. Samma år så stänger Primo UK ner sin verksamhet på grund av bristande framgång på den brittiska marknaden.

### 1996
Primo Sverige köper Smålandslisten AB som producerar silikonlister. Primo bygger en ny fabrik i Zory, Polen, företagets första fabrik som byggts från grunden. Det polska dotterbolaget Primo Profile Sp. Z o.o är etablerade och tar över profiltillverkningen från Spyra Polen.

### 1997
Primo tar över Vefi Profiler AS i Norge.

### 2000
Inter Primo etablerar huvudkontor på Vestergade i Köpenhamn, Danmark. Primo Danmark övertar plastdivisionen för fönster från Rationel Vinduer A/S.

### 2004
Primo Profile GmbH öppnar en ny fabrik i Berlin, Tyskland, och etablerar ett joint venture med tyska Profilex och köper 25 % andel av Profilex China i Zhuhai, Kina. Året innan övertog Primo det danska extruderingsföretaget OTV Plast A/S.

### 2005
Primo Finland börjar producera i Sankt Petersburg, Ryssland. Den svenska produktionen integreras i en ny fabrik i Limmared i Västra Götaland.

### 2019
Primo köper Essentra Extrusion i Buitenpost, Nederländerna för 16,2 miljoner euro och etablerar sig under namnet Enitor Primo. Företaget firar sitt 60-årsjubileum.